# 雷·史超活
雷蒙·史杜安·麥當勞·史超活（英語：Raymond Struan McDonald Stewart，1959年9月7日—），綽號「坦克」（Tonka），蘇格蘭前足球運動員，司職右後衛，球員生涯効力登地聯、韋斯咸、聖莊士東及史特靈。1980年幫助韋斯咸奪得足總盃。雷·史超活曾代表蘇格蘭足球代表隊上陣10場。以其射門能力見稱，生涯累積70個聯賽入球（主要係十二碼），掛靴後執教過利雲斯頓、史特靈及福弗爾競技。

## 球會生涯

### 登地聯
雷·史超活出生於蘇格蘭巴富郡斯坦利 ，早年効力登地星期日少年聯賽（Dundee Sunday Boys' League）球會艾羅爾流浪（Errol Rovers）。1973年5月婉拒格拉斯哥流浪等邀請加盟登地聯。17歲生日前夕首度擔正即對陣些路迪，更被委派凍結對方王牌杜格利殊（Kenny Dalglish）。1979年榮膺蘇超年度最佳青年球員。

### 韋斯咸
1979年，雷·史超活效力登地聯三季後，他被英格蘭甲組聯賽球會韋斯咸青睞。登地聯先拒絕17.5萬鎊轉會費的開價，最終以43萬鎊破青年球員轉會費紀錄加盟韋斯咸。1979年9月4日，雷·史超活在聯賽盃對班士利的比賽中首度上陣踢右閘，9月29日，在對般尼的比賽中射入十二碼開齋，助球隊在主場以2-1贏波。1980年的足總盃爭標路上，雷·史超活成為關鍵功臣，榮登神射手，包括第四圈對萊頓東方時梅開二度，八強賽對阿士東維拉補時射入絕殺的十二碼及在四強重賽中頂替傷兵艾雲·馬田客串中堅對愛華頓。1980-81球季，雷·史超活以41場射入5球（全為十二碼）幫助球隊奪得乙組聯賽冠軍升班。雷·史超活以射十二碼能力而聞名，生涯86次主射十二碼只射失10次，包括1981聯賽盃決賽對利物浦射入關鍵十二碼（首回合1-1，重賽落敗）。
整個80年代，雷·史超活一直是韋斯咸的重要成員，他在1985-86賽季的足球聯賽中射入6球，全部都是十二碼，幫助球隊獲得季軍。該賽季，他僅次於東尼·葛地和法蘭·麥艾雲尼，成為韋斯咸的第三射手。1989年，韋斯咸正為護級而戰，雷·史超活在1月對打比郡的比賽上半場遭遇重傷。他的膝蓋周圍四條韌帶中有兩條斷裂，其中包括一條主要的前十字韌帶，因而他休戰14個月。1990年3月，他重返預備隊，並在一個月內在7場比賽上陣以恢復體能。但比賽次數太多，他需要再次接受膝蓋手術。在被新任韋斯咸領隊比利·邦茨召回後，他於1990-91賽季初回歸。他的傷病，加上腿筋的進一步傷病，意味著他的出場次數越來越少，在1989年1月至1991年4月期間根本沒有出場。1991年4月14日，韋斯咸在足總盃半準決賽以0-4輸給諾定咸森林的比賽中入替馬田·艾倫出場，當時韋斯咸只有5名球員，最終從1990-91賽季的乙組聯賽升級。他的最後一場在韋斯咸的比賽是於1991年5月4日，在塞爾赫斯特公園球場以1-1賽和查爾頓的比賽中。接連受傷之後，31歲的雷·史超活沒有得到續約，而是以自由身的形式被放棄。
效力韋斯咸12年間，雷·史超活上陣434場並射入84球（僅6球並非十二碼） ，只領過兩張紅牌（分別在對阿士東維拉和利物浦的比賽中分別罵球證和旁證）。雷·史超活為球會三奪足總盃（1964/1975/1980）史上唯一非英籍的功臣，球迷因其硬朗踢法賜綽號為「坦克車」（Tonka，喻意打不死）。

### 聖莊士東
1991年，雷·史超活回流蘇格蘭効力聖莊士東，1994年亦曾短暫加盟史特靈。

## 國際賽生涯
1980-81賽季，雷·史超活在新加入韋斯咸後表現出色，隨後被領隊澤克·史甸徵召至蘇格蘭隊，1981年5月15日，雷·史超活首度代表蘇格蘭在史雲斯對威爾斯。1982年4月，雷·史超活代表蘇格蘭U21在咸普頓公園球場對英格蘭U21時因侵犯馬克·希利而被逐，無緣晉身世界盃大軍。在史甸的帶領下，雷·史超活沒有參加蘇格蘭足球代表隊的比賽。但在新任蘇格蘭領隊安迪·羅克斯堡的帶領下，雷·史超活被召回，又上陣三場比賽
。雷·史超活總共為蘇格蘭上陣10次，並在1981年5月19日於咸普頓公園球場舉行的英國本土四角錦標賽中射入一球，最終球隊以2-0擊敗北愛爾蘭。

### 國際賽入球
蘇格蘭的入球及比數列前方，入球欄顥示史超活入球後的比數.
| # | 日期          | 場館                       | 對手     | 入球 | 比數 | 比賽               |
| - | ------------- | -------------------------- | -------- | ---- | ---- | ------------------ |
| 1 | 1981年5月19日 | 蘇格蘭格拉斯咸普頓公園球場 | 北爱尔兰 | 1–0  | 2–0  | 英國本土四角錦標賽 |

## 領隊生涯
1998年，雷·史超活掛靴轉為領隊，先後執教蘇格蘭三支球隊：利雲斯頓、史特靈及福弗爾競技。2000年因利雲斯頓高層認定「冇能力帶隊升上蘇超」而被炒。在執教史特靈的兩季（2000-2002）後降班落蘇乙，所以不獲續約。最後，在帶領福弗爾競技兩季（2002-2004）後，於2004年11月因為在蘇格蘭盃首圈以1-5慘敗給蒙杜斯而被炒。

## 教練生涯數據
最後更新：2012年3月24日
| 隊伍       | 國家   | 任期開始      | 任期結束       | 場次 | 勝場 | 和局 | 敗場 | 勝率(%) |
| ---------- | ------ | ------------- | -------------- | ---- | ---- | ---- | ---- | ------- |
| 利雲斯頓   | 苏格兰 | 1997年8月1日  | 2000年3月20日  | 121  | 61   | 33   | 27   | 50.41   |
| 史特靈     | 苏格兰 | 2000年5月17日 | 2002年4月30日  | 89   | 19   | 33   | 37   | 21.35   |
| 福弗爾競技 | 苏格兰 | 2003年1月13日 | 2004年11月28日 | 87   | 30   | 26   | 31   | 34.48   |
| 總計       | 總計   | 總計          | 總計           | 297  | 110  | 92   | 95   | 37.04   |